# Cambridgea foliata
Cambridgea foliata är en spindelart som först beskrevs av Ludwig Carl Christian Koch 1872.  Cambridgea foliata ingår i släktet Cambridgea och familjen Stiphidiidae. Inga underarter finns listade.